# Берньер, Луи де
Луи де Берньер (англ. Louis de Bernières; родился 8 декабря 1954, Лондон) — известный английский писатель. Наибольшую известность получил его четвёртый роман, «Мандолина капитана Корелли», который получил Премию Содружества Писателей, был переведён на 11 языков и стал мировым бестселлером. В 1993 году Берньер был избран одним из «20 лучших молодых британских романистов» журналом Granta.

## Биография
Родился в 1954 году в Лондонском районе Вулидж, вырос в графстве Суррей. Фамилия Берньер досталась ему от предка, который был французским гугенотом. Учился в колледже Бредфилд, в 18 лет пошёл в армию, но демобилизовался через 4 месяца. Учился в университетах Манчестера и Лондона. Прежде чем стать писателем, перепробовал различные профессии, от механика и мотокурьера до учителя английского языка в Колумбии. Сейчас живёт в графстве Саффолк. Имеет двух детей, Робина и Софью, однако с 2009 года они живут отдельно, с матерью.

## Романы
«Латиноамериканская трилогия»
Первые три романа Луи де Берньер назвал «Латиноамериканской трилогией», так как они написаны под влиянием пребывания в Колумбии и писателя Габриэля Гарсиа Маркеса. Луи де Берньер сам назвал себя «маркесовским паразитом». Это «Война и причиндалы дона Эммануэля», «Сеньор Виво и наркобарон» и «Беспокойный отпрыск кардинала Гусмана».
«Мандолина капитана Корелли»
Роман рассказывает об итальянском солдате на оккупированном греческом острове Кефалония во время Второй мировой войны.
Экранизирован в 2001 году под названием «Выбор капитана Корелли». Писатель в целом остался недоволен экранизацией, хотя и сказал, что ему особенно понравился саундтрек.
На острове Кефалиния название романа активно эксплуатируется для привлечения туристов.
«Бескрылые птицы»
Роман посвящён теме межнациональных отношений и горя, внесенного войной в жизнь обычных людей, и описывает жизнь турецкой деревушки времён заката Османской империи и начала Первой мировой войны. Романы «Бескрылые птицы» и «Мандолина капитана Корелли» объединены в условную дилогию, однако связь эта довольно условна, по одному второстепенному персонажу.

### Романы
- The War of Don Emmanuel’s Nether Parts (1990) / Война и причиндалы дона Эммануэля
- Señor Vivo and the Coca Lord (1991) / Сеньор Виво и наркобарон
- The Troublesome Offspring of Cardinal Guzman (1992) / Беспокойный отпрыск кардинала Гусмана
- Captain Corelli’s Mandolin (1993) / Мандолина капитана Корелли / Экранизирован в 2001, фильм «Выбор капитана Корелли»
- Red Dog (2002) / Экранизирован в 2011, фильм «Рыжий Пёс»
- Birds Without Wings (2004) / Бескрылые птицы
- A Partisan’s Daughter (2008)
- Notwithstanding: Stories from an English Village (2009)

Переводы на русский осуществлены А. Сафроновым

### Рассказы
- Labels (Novella) (1993)
- Stupid Gringo (1997)[8]
- Our Lady of Beauty (1998)[9]
- A Day out for Mehmet Erbil[10] (1999)
- Sunday Morning at the Centre of the World (2001)
- Gunter Weber’s Confession[11](2001)

### Поэзия
- A Walberswick Goodnight Story[12](2006)

### Документальная проза
- The Book of Job: An Introduction[13] (1998)